# Willard Boyle
Willard Sterling Boyle (Amherst, 19 de agosto de 1924 — Wallace, 7 de maio de 2011) foi um físico canadense.
Inventou o Dispositivo de Carga Acoplado (CCD), juntamente com George Smith.
Serviu a marinha canadense durante a Segunda Guerra Mundial, porém não participou no conflito. Bacharel em 1947, mestre em 1948 e doutor em 1950, pela Universidade McGill.
Após o doutorado trabalhou um ano no "Canada's Radiation Lab", e lecionou dois anos no Royal Military College of Canada. Em 1953 começou a trabalhar no Bell Labs onde, juntamente com Don Nelson, aperfeiçoou o Laser a rubi. Foi um dos patenteadores do Laser díodo. Em 1962 foi diretor do Space Science and Exploratory Studies, e trabalhou no Projeto Apollo. Retornou ao Bell Labs, a fim de trabalhar no desenvolvimento de circuitos integrados.
Em 1969 inventou o CCD, sendo agraciado em 1973, juntamente com George Smith, com a medalha Stuart Ballantine do Instituto Franklin. Recebeu o IEEE Morris N. Liebmann Memorial Award no ano seguinte, e em 2006 o Prêmio Charles Stark Draper. Foi agraciado com o Nobel de Física de 2009, juntamente com George Smith.
De 1975 até aposentar-se, em 1979, foi diretor executivo do "Research for Bell Labs". Em seguida retornou à Nova Escócia, atuando no Research Council do "Canadian Institute of Advanced Research" e do "Science Council of the Province of Nova Scotia".